# André Pisart
André Pisart (ur. 17 marca 1898, zm. 7 lipca 1952) – francuski kierowca wyścigowy.

## Kariera
W swojej karierze wyścigowej Pisart poświęcił się startom w wyścigach samochodów sportowych. W latach 1924–1925 Francuz pojawiał się w stawce 24-godzinnego wyścigu Le Mans. W pierwszym sezonie startów odniósł zwycięstwo w klasie 2, a w klasyfikacji generalnej uplasował się na czwartej pozycji. Rok później nie osiągnął linii mety.